# Alexei Nikolajewitsch Arbusow

Grabskulptur Arbusows auf dem Kunzewoer Friedhof mit Kopf

Alexei Nikolajewitsch Arbusow (russisch Алексей Николаевич Арбузов; * 13.jul. / 26. Mai 1908greg. in Moskau; † 20. April 1986 ebenda) war ein russischer Dramatiker.

## Leben
Alexei Arbusow wurde 1908 in Moskau geboren. Die Familie siedelte 1914 nach Petrograd über. Bereits im Alter von 14 Jahren stellte er sich für Statistenrollen am dortigen Marientheater zur Verfügung. 1924 nahm er ein Studium an der Petrograder (in jenem Jahr Umbenennung in Leningrad) Schauspielschule Palestra auf, das er ein Jahr später im Studio des Gaideburow-Theaters fortsetzte und abschloss. Er blieb zunächst Mitglied dieses Ensembles. Sein Debüt als Berufsschauspieler gab er 1925 in Sergej Jurins Im Rüstzeug des Ruhms. 1928 orientierte er sich um und führte Regie an verschiedenen Leningrader Bühnen.
1930 zog er nach Moskau, wo er mehrere Agitationsgruppen leitete. Im selben Jahr entstand sein erstes Stück Die Klasse, womit die Arbeiterklasse gemeint ist. Die künstlerische Umsetzung wurde dem hochgesteckten Anliegen jedoch nicht gerecht – das Stück fiel im Leningrader Roten Theater durch. Während seiner Arbeit als Kohlenhäuer im Donbass verfasste er 1931 das nächste Stück Idylle. Als Chefdramaturg des Kolchosetheaters im Dorf Medwedki schrieb er Der dritte Jahn. Mit seinem zwischen 1934 und 1939 entstandenen Stücken – vor allem Tanja (Таня) – gelang ihm der Durchbruch als Dramatiker an den Berufsbühnen des Landes. Das Gemeinsame dieser Schauspiele sowie der folgenden ist mehr oder minder die Auseinandersetzung mit den geistigen und moralischen Reifeprozessen der jungen Sowjetmenschen in der sozialistischen Gesellschaft und ihren Beiträgen.
1939 war er Mitbegründer des Moskauer Theaterstudios, das er bis 1944 leitete. In den Jahren des Zweiten Weltkriegs fungierte es als Fronttheater. Ab dem Kriegsende lebte Alexei Arbusow als freischaffender Dramatiker in der UdSSR. Besondere Popularität, selbst im Westen, erlangte sein 1959 fertig gestelltes Stück Irkutsker Geschichte (Иркутская история). Mit diesem Stück, einem der meistgespielten Werke des sowjetischen Gegenwartstheaters, gastierte das Wachtangow-Theater 1961 beim vom Internationalen Theaterinstitut (ITI) ausgerichteten Festival „Theater der Nationen“ in Paris. Es wurde 1961 in der DDR und 1965 in der BRD erstaufgeführt.
Die skurrilen Märchen vom alten Arbat (сказки старого Арбата) aus dem Jahre 1970 leiteten den Beginn einer neuen Schaffensperiode ein, in der er auf weise und manchmal auch ironische Art Fragen des Alterns, der Lebensbilanz und des Glücksanspruchs des Menschen zum zentralen Thema seiner Stücke machte. Das davor publizierte Stück Die glücklichen Tage eines unglücklichen Menschen (Счастливые дни несчастного человека, uraufgeführt vom Großen Dramatischen Gorki-Theater Leningrad) wird bisweilen auch zu den bedeutendsten seiner Werke gezählt. Das unmittelbar nach Arbat vorgestellte Die Wahl (Выбор, uraufgeführt vom Wachtangow-Theater) ebenso.
Arbusow war Sekretär des Schriftstellerverbandes der UdSSR und lebte im Alter in seiner Geburtsstadt Moskau, wo er 1986 verstarb. Sein Grab befindet sich auf dem Kunzewoer Friedhof.

## Rezeption und Bedeutung
In der auflagenstarken DDR-Tageszeitung Neues Deutschland bescheinigte Henryk Keisch 1960 der Irkutsker Geschichte ihren anhaltenden phänomenalen Erfolg und nannte das Stück ein von „hohem Schwung der Gedanken und Empfindungen“ beseeltes Werk. Die Leningrader Romanze sei ein Stück voller „menschliche[r] Substanz, abseits aller Schablonen, abhold allem Moralisieren und aller Dogmatik“ schrieb Balduin Thieme 1965 im Sächsischen Tageblatt. Arbusow sei „hier in verschiedener Weise über seine Irkutsker Geschichte hinausgewachsen, wie das Auf-die-Zuschauer-Überspringen der Gefühle bei knapperen Dialogen, ohne Verlust der Poesie“, zeige. Das ADN-Bulletin der DDR gab 1969 zu Die glücklichen Tage eines unglücklichen Menschen die Information heraus, dass es sich um „ein kompliziertes Stück“ handele, „das irgendwie anzieht und irgendwie bestürzt…“. 1971 setzte die ADN in Umlauf, dass die  Märchen vom alten Arbat eine „meisterhaft aufgebaute Komödie“ sei, die „zugleich traurig und optimistisch“ schließe. Ein negatives Urteil fällte die staatliche Nachrichtenagentur der DDR kurz nach Erscheinen von Die Wahl: „Das Stück Die Wahl, das nicht ohne Scharfsinn ist und in gewissem Maße den Anspruch auf Allgemeinheit und Universalität des Konfliktes […] erhebt, trägt leider nicht die Sprengladung wirklicher Dramatik in sich und ermangelt tiefgehender Bezüge zu den realen Problemen des Lebens.“
Bezogen auf das Gesamtwerk charakterisierte Afanassi D. Salynski 1972 in einer DDR-Publikation Arbusow als einen „subtile[n] Psychologe[n] mit innigem lyrischem Unterton“. Dies hatte zuvor, 1965, auch schon Erika Stephan in der Fachzeitschrift des DDR-Theaterwesens Theater der Zeit festgestellt: „Arbusow ist bei uns längst zum Inbegriff einer feinfühligen, psychologisch tiefgründigen Charaktergestaltung geworden.“ Susanne Rödel erläuterte 1985 die Arbusowsche Figurenausprägung in der von ihr herausgegebenen Stücke-Anthologie im Ost-Berliner Verlag Volk und Welt: „Arbusows Stücke gehören nicht zur Milieudramatik, seine Helden sind kaum an einen klar definierbaren sozialen Bereich gebunden. Bei aller Aktualität der Konfliktstellungen sind Arbusows Figuren meist überhöhte Kunstfiguren. Seine Vorliebe gilt solchen Menschen, die den Mut haben, ihr Leben völlig zu ändern, ihre eigenen Fähigkeiten bis an die Grenze auszuprobieren und im Alltäglichen des Lebens die phantastischen Schönheiten zu erkennen.“ Sie versäumte es nicht, die weltweite Popularität der Stücke Arbusows, insbesondere in der DDR, hervorzuheben.
In der Bundesrepublik wurde die internationale Bedeutung von Arbusow anerkannt. Er zähle, wurde in Programmheften abgedruckt, „zu den meistgespielten zeitgenössischen russischen Autoren“, Aufführungen gebe es in drei Dutzend Ländern in West und Ost, von den USA bis Japan.
Im wiedervereinten Deutschland schrieb Reinhard Lauer in seiner im Jahr 2000 erschienenen russischen Literaturgeschichte Arbusow ein „sichere[s] Gespür für Zeitstimmungen und Psychologie“ zu. Werner Schweikert kam in seiner Literaturgeschichte auch auf eine Begleiterscheinung der Rezeptionsgeschichte Arbusows zu sprechen, denn der viel gespielte und somit zu den bedeutendsten sowjetischen Dramatikern zählende Autor wurde wegen „ungenügendem Heldentum“ gerügt und wegen seiner formalen Experimente (Chorauftritte, große Zeitsprünge, Rückblendetechnik, Zeitstrahlvarianten usw.) nicht uneingeschränkt begrüßt.

## Zitate
„Mir scheint, daß ich jetzt, nach Tanja, die ganze Zeit ein und dasselbe Stück schreibe und die nachfolgenden Stücke einfach Akte dieses einen Dramas sind. Jedes neue Stück entsteht gleichsam aus dem, was ich vordem nicht vollständig auszudrücken vermochte.“

„Das Theater ist ein einheitlicher und integrer Organismus, das Fundament der Bühnenkunst ist das Wort, und am Theater gibt es keine bedeutsamere Aufgabe, als mit der gesamten zu Gebote stehenden Kraft des Talents dem Zuschauer diesen Reichtum zu vermitteln.“

## Werke
Die Werke sind nach Entstehung sortiert, wobei die Angaben (Jahr, deutscher Titel) je nach Quelle leicht differieren können. Alternativtitel in Klammern. Angefügt sind die jeweiligen deutschsprachigen Ausgaben, die zeitnah oder auch Jahre später erschienen sein können.
- 1930: Die Klasse.
- 1931: Idylle.
- 1932: Der dritte Jan.
- 1934: Sechs Verliebte (Drei Pärchen).
- 1935: Der weite Weg. Lyrische Komödie in drei Akten (fünf Bildern). (= Zeitgenössische Dramatik). Deutsch von Erwin Arlt. Henschelverlag, Berlin 1960.
- 1938: Tanja (Die zweite Geburt). Dramatisches Spiel in vier Teilen (8 Bilder). Aus dem Russischen ins Deutsche übertragen von Alice Wagner. Henschelverlag Kunst und Gesellschaft, Abteilung Bühnenvertrieb, Berlin 1958 (auch schon 1946 bei Henschel).
- 1940: Stadt im Morgenrot. Romantische Chronik. Aus dem Russischen von Günter Jäniche, Verse von W. E. Bagrizki, Nachdichtung Heinz Kahlau. Henschelverlag Kunst und Gesellschaft, Abteilung Bühnenvertrieb, Berlin 1972.
- 1942: Der Unsterbliche.
- 1943: Das Häuschen in Tscherkisiwo (Das Haus am Stadtrand).
- 1947: Begegnung mit der Jugend.
- 1948: Am Vorabend. (Nach Turgenjews Roman.)
- 1952: Europäische Chronik.
- 1954: Verschlungene Wege (Jahre der Irrungen; Wanderjahre). Schauspiel in vier Akten. Deutsch von Peter Trenck. Henschelverlag Kunst und Gesellschaft, Abteilung Bühnenvertrieb, Berlin 1960.
- 1959: Irkutsker Geschichte. Schauspiel in zwei Teilen (= Zeitgenössische Dramatik). Deutsch von W. Segler, Bühnenfassung des Staatstheaters Dresden. Henschelverlag, Berlin 1961 (Taschenbuchformat).
  - Irkutsker Geschichte. Schauspiel in zwei Teilen. Deutsch von W. Segler, Bühnenfassung des Staatstheaters Dresden. Henschelverlag Kunst und Gesellschaft, Abteilung Bühnenvertrieb, Berlin 1963 (Bühnenmanuskript).
- 1960: Die zwölfte Stunde (Die Nacht vor der Unsterblichkeit).
- 1961: Der verlorene Sohn.
- 1962: Man erwartet uns irgendwo (Wir werden irgendwo erwartet).
- 1965: Und wieder: Begegnung mit der Jugend.
- 1965: Leningrader Romanze (Mein armer Marat). Dialoge in drei Teilen (= Zeitgenössische Dramatik). Deutsch von Günter Jänische. Henschelverlag, Berlin 1966.
- 1967: Nächtliche Beichte.
- 1968: Die glücklichen Tage eines unglücklichen Menschen.
- 1970: Märchen vom alten Arbat. Komödie in zwei Teilen. Aus dem Russischen von Thomas Reschke. Henschelverlag Kunst und Gesellschaft, Abteilung Bühnenvertrieb, Berlin 1972.
- 1971: Die Wahl. Dramatische Aufgabe in zwei Teilen. Aus dem Russischen von Thomas Reschke. Henschelverlag Kunst und Gesellschaft, Abteilung Bühnenvertrieb, Berlin 1971.
- 1972: In diesem netten alten Haus. Lustspiel in zwei Akten (fünf Bilder). Aus dem Russischen von Traute und Günther Stein, Nachdichtung der Verse von Heinz Kahlau. Henschelverlag Kunst und Gesellschaft, Abteilung Bühnenvertrieb, Berlin 1972.
- 1972: Meine Augenweide.
- 1973: Sonnig – aber Frosteinbrüche. Lustspiel in zwei Teilen. Aus dem Russischen von Thomas Reschke. Henschelverlag Kunst und Gesellschaft, Abteilung Bühnenvertrieb, Berlin 1973.
- 1975: Abendlicht. Novelle für das Theater in zwei Teilen (10 Bilder). Aus dem Russischen von Elke Wiegand. In: Theater der Zeit, Heft 5/1975, S. 47–64.
- 1976: Altmodische Komödie. Vorstellung in zwei Teilen. Aus dem Russischen von Günter Jäniche, Lied: Bella Achmadulina, Nachdichtung Ilse Tschörtner. Henschelverlag Kunst und Gesellschaft, Henschel Schauspiel, Berlin 1976. (DDR-Erstaufführung 1976)[22]
- 1977: Erwartung. Drama in drei Teilen und zehn Bildern. Aus dem Russischen von Thomas Reschke. Henschelverlag Kunst und Gesellschaft, Henschel Schauspiel, Berlin 1977.
- 1978: Grausame Spiele. Dramatische Szenen in zwei Teilen (11 Bildern). Aus dem Russischen von Renate Landa, Gedichte: Igor Schkljarewski, Nachdichtung: Ilse Tschörtner. Henschelverlag Kunst und Gesellschaft, Henschel Schauspiel, Berlin 1978.
- 1981: Erinnerung. Dramatische Szenen in zwei Teilen. Aus dem Russischen von Renate Landa. Henschelverlag Kunst und Gesellschaft, Henschel Schauspiel, Berlin 1982.
- 1983: Die Siegerin. Dialoge. Aus dem Russischen von Renate Landa. Henschelverlag Kunst und Gesellschaft, Henschel Schauspiel, Berlin 1984.
- 1985: Die Schuldigen.

## Dramensammlungen
- Christel Růžička (Hrsg.): Sowjetische Dramen. Verlag Kultur und Fortschritt, Berlin 1967 (darin: Tanja).
- Susanne Wigger (Hrsg.): Alexej Arbusow. Dramen. Mit einem Nachwort von Jochen Ziller. Henschelverlag, Berlin 1972 (darin: Tanja, Stadt im Morgenrot, Verschlungene Wege, Irkutsker Geschichte, Mein armer Marat, Märchen vom alten Arbat, Die Wahl).
- Susanne Rödel (Hrsg.): Sowjetische Zeitstücke 2. Verlag Volk und Welt, Berlin 1985 (darin: Grausame Spiele).

## Bearbeitungen von Arbusows Werken
- Georgi Gustawowitsch Kreitner: Tanja. (Oper).[23]
- Irkutsker Geschichte. Regie: Peter Thomas, Musik: Siegfried Matthus, Rundfunk der DDR 1961 (Hörspiel).
- Andrei Jakowlewitsch Eschpai: Angara. Ballett in drei Akten mit einem Prolog und Epilog. Libretto von Juri Nikolajewitsch Grigorowitsch und Vladimir Sokolov nach Alexei Arbusows Irkutsker Geschichte. Sovetskiy Kompozitor, Moskau 1979 (Ballett).